# Industrie-Institut
Industrie-Institute (I.-I.) waren eigenständige Bereiche an verschiedenen Universitäten und Hochschulen der DDR. Die Ausbildung an einem Industrie-Institut bot aktiven oder potentiellen Führungskräften der volkseigenen Industrie die Möglichkeit einer fachlichen Qualifizierung, die aufgrund ihrer Schulbildung oder ihres Alters kein Direkt- oder Fernstudium an einer Hochschule aufnehmen konnten. 

## Geschichte
Industrie-Institute entstanden nach 1954 und bestanden bis 1990. Vergleichbar mit den Arbeiter-und-Bauern-Fakultäten hatten sie anfangs vor allem das Ziel, mit dem bürgerlichen Bildungsprivileg zu brechen und leitende Mitarbeiter aus dem Kreis der Arbeiterschaft auszubilden bzw. zu qualifizieren. Die Immatrikulation setzte deshalb anfangs nur eine achtjährige Schulbildung voraus, wie sie damals allgemein üblich war. 
Ab Mitte der 1960er Jahre boten die Industrie-Institute Fort- und Weiterbildungen für Führungskräfte an, die bereits über einen Hochschulabschluss verfügten, oder für Mitglieder der Parteien und Massenorganisationen, die für Führungsaufgaben vorgesehen waren. Voraussetzung für eine Ausbildung an einem Industrie-Institut waren ab dieser Zeit neben der politischen Zuverlässigkeit der Abschluss der 10-klassigen Polytechnischen Oberschule und ein erlernter Beruf mit mindestens zehn Jahren Berufserfahrung.
Im Jahr 1976 wurden die Industrie-Institute den Sektionen gleichgestellt und waren dem Rektor direkt unterstellt.
Die Studenten des Industrie-Institutes erhielten überwiegend Stipendien, die sich am durchschnittlichen Nettoeinkommen des Beschäftigten orientierten.

## Abschlüsse
Nach 4 oder später 5 Semestern sehr praxisbezogener wirtschafts- und gesellschaftswissenschaftlicher Ausbildung erhielten die Absolventen den Titel „Diplom-Ingenieur-Ökonom“, abgekürzt „Dipl.-Ing.-Ök.“. 
Auf Grund des verkürzten Studiums wurde die Ausbildung häufig nicht als vollwertig anerkannt. Besonders die Titelangaben „Diplom“ und „Ingenieur“ sind umstritten. Bereits vor 1990 musste in einem Zusatz vermerkt werden, dass der Abschluss am Industrie-Institut erfolgte, also Diplom-Ingenieur-Ökonom des Industrie-Instituts zzgl. der gewählten Fachrichtung, abgekürzt „Dipl.-Ing.-Ök. (I.-I.)“. 

## Standorte
Das erste Industrie-Institut wurde an der Technischen Hochschule Dresden im Oktober 1954 gegründet. Es war das größte Industrie-Institut der DDR. Ihm folgten weitere an der Hochschule für Verkehrswesen Dresden, der Bergakademie Freiberg, der Technischen Hochschule Ilmenau, der Technischen Hochschule Leuna-Merseburg, der Universität Leipzig und der Universität Rostock.